# Diazona geayi
Diazona geayi is een zakpijpensoort uit de familie van de Diazonidae. De wetenschappelijke naam van de soort is voor het eerst geldig gepubliceerd in 1914 door Caullery.